# Nationalistische Omroepstichting
De Nationalistische Omroepstichting (in oudere publicaties: "NATIONALISTISCHE OMROEP STICHTING") is een van de drie Vlaams Blok-vzw's die in 2004, onder voorzitterschap van Frank Vanhecke, werden veroordeeld voor racisme.
Informatie over deze VZW (uit het Belgisch Staatsblad):
- Opgericht in 1983
- Erkenningsnummer: 35083